# Fritz Ligges
Fritz Ligges (Unna, 29 juli 1938 – Herbern, 21 mei 1996) was een West-Duits ruiter, die gespecialiseerd was in springen en eventing. Ligges nam deel aan de eventingwedstrijd tijdens de Olympische Zomerspelen in 1964 (Tokio) en won zowel individueel als in de landenwedstrijd de bronzen medaille. Ligges nam bij de spelen van 1972 in zijn thuisland deel aan het springconcours en won de gouden medaille in de landenwedstrijd. Ligges nam in 1984 voor de derde maal deel aan de spelen en veroverde toen in de landenwedstrijd springen de bronzen medaille.

## Resultaten
- Olympische Zomerspelen 1964 in Tokio  individueel eventing met Donkosak
- Olympische Zomerspelen 1964 in Tokio  landenwedstrijd eventing met Donkosak
- Olympische Zomerspelen 1972 in München 8e individueel springen met Robin
- Olympische Zomerspelen 1972 in München  landenwedstrijd springen met Robin
- Olympische Zomerspelen 1984 in Los Angeles  landenwedstrijd springen met Ramzes

- Gemeinsame Normdatei: 1058504614
- Virtual International Authority File: 311037313

1912: Lewenhaupt, Kilman, von Rosen ·
1920: König, von Rosen, Norling ·
1924: Thelning, Ståhle, Lundström ·
1928: Navarro, Álvarez, García ·
1936: Hasse, von Barnekow, Brandt ·
1948: Mariles, Uriza, Valdés ·
1952: White, Stewart, Llewellyn ·
1956: Winkler, Thiedemann, Lütke-Westhues ·
1960: Winkler, Thiedemann, Schockemöhle ·
1964: Schridde, Jarasinski, Winkler ·
1968: Day, Gayford, Elder ·
1972: Ligges, Wiltfang, Steenken, Winkler ·
1976: Parot, Rozier, Roguet, Roche ·
1980: Tsjoekanov, Poganovsky, Asmaje, Korolkov ·
1984: Fargis, Homfeld, Burr Howard, Smith ·
1988: Beerbaum, Brinkmann, Hafemeister, Sloothaak ·
1992: Raijmakers, Romp, Tops, Lansink ·
1996: Sloothaak, Nieberg, Kirchhoff, Beerbaum ·
2000: Beerbaum, Nieberg, Ehning, Becker ·
2004: Wylde, Ward, Madden, Kappler ·
2008: Ward, Kraut, Simpson, Madden ·
2012: Skelton, Maher, Brash, Charles ·
2016: Rozier, Staut, Bost, Leprévost ·
2020: von Eckermann, Baryard-Johnsson, Fredricson ·
2024: Maher, Charles, Brash